# Tapputi

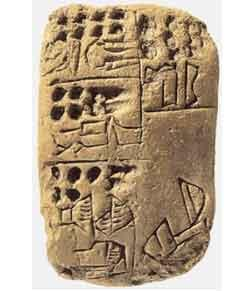
Tablilla babilonia de Tapputi-Belatekallim, 1200 a. C.

Tapputi, también conocida como Tapputi-Belatekallim ("Belatekallim" se refiere a la mujer supervisora de un palacio), es considerada la primera química de la historia. 
Era una fabricante de perfumes mencionada en una tablilla en escritura cuneiforme datada alrededor del 1200 a. C. en la Mesopotamia babilónica. Usaba flores, aceite y cálamo junto con cyperus, mirra y bálsamo. Agregaba agua u otros solventes, luego los destilaba y filtraba varias veces. Esta es también la más antigua referencia conservada de un alambique.
También fue supervisora en el palacio real trabajando con un intendente llamado (—)-ninu (se perdió la primera parte de su nombre).